# Todd Lyght
Todd William Lyght (Kwajalein, 9 febbraio 1969) è un ex giocatore di football americano statunitense che ha militato nel ruolo di cornerback nella National Football League (NFL). Al college giocò a football a Nebraska.

## Carriera
Lyght fu scelto come quarto assoluto nel Draft NFL 1991 dai Los Angeles Rams. La sua miglior stagione fu quella del 1999 coi Rams nel frattempo trasferitisi a St. Louis, quando mise a segno 65 tackle, 6 intercetti, 2½ sack e 15 passaggi deviati, venendo convocato per il Pro Bowl e inserito nel Second-team All-Pro. Nei playoff fece registrare altri 22 tackle, un intercetto e 5 passaggi deviati, nella corsa dei Rams alla vittoria del Super Bowl XXXIV, il primo della loro storia, in cui Lyght bloccò un tentativo di field goal.
Il 12 aprile 2001, Lyght firmò un contratto biennale coi Detroit Lions del valore di 2,5 milioni di dollari. Il 29 dicembre 2002 divenne il più anziano giocatore della storia a bloccare un field goal ritornandolo in touchdown (33 anni, 323 giorni). Si ritirò a fine stagione.

## Palmarès

### Franchigia
- Super Bowl : 1

St. Louis Rams: Super Bowl XXXIV
- National Football Conference Championship: 1

St. Louis Rams: 1999

### Individuale
- Convocazioni al Pro Bowl: 1

1999
- Second-team All-Pro: 1

1999

## Statistiche
| Partite    | 175 |
| Sack       | 6,0 |
| Intercetti | 37  |